# Сан Джорджо Ла Молара
Сан Джо̀рджо Ла Мола̀ра (на италиански: San Giorgio La Molara) е малко градче и община в Южна Италия, провинция Беневенто, регион Кампания. Разположено е на 667 m надморска височина. Населението на общината е 3069 души (към 2010 г.).